# Codex Seidelianus II
Der Codex Seidelianus II (Gregory-Aland no. He oder 013; von Soden ε87) ist eine griechische Handschrift der vier Evangelien, welche auf das 9. Jahrhundert datiert wird. Sie besteht aus den vier Evangelien auf 194 Blättern (22 × 18 cm), allerdings fehlen dem Codex einige Teile der Evangelien. Der Codex wird in der Staats- und Universitätsbibliothek Hamburg (Cod. in scrin. 91) und ein Blatt daraus im Trinity College in Cambridge  (B XVII. 20,21) verwahrt; der Hamburger Bibliothekar Johann Christoph Wolf schickte die Seite 1721 als Beleg an den Cambridger Bibliothekar Richard Bentley.

## Beschreibung
Die Handschrift enthält κεφαλαια, τιτλοι, die Ammonianischen Abschnitte (jedoch nicht den Eusebischen Kanon). Außerdem finden sich im Manuskript Betonungszeichen und Akzente, diese sind allerdings nicht genau gesetzt.
Der griechische Text des Codex repräsentiert den byzantinischen Text und wird der Kategorie V zugeordnet.
Die Handschrift wurde vom Osten durch Andreas Seidel am Anfang des 17. Jahrhunderts, zusammen mit dem Codex Seidelianus I gebracht. Maturin Veyssière de La Croze kaufte es in derselben Zeit wie Seidelianus I. Seit 1838 befindet sich der Codex in der Universitätsbibliothek Hamburg (Cod. 91), ein Blatt in Cambridge.
Die Handschrift wurde durch Petersen, Richard Bentley, Samuel Prideaux Tregelles, Konstantin von Tischendorf, und Caspar René Gregory untersucht.